# 丘建威
丘建威（英語：Yau Kin Wai，1973年1月4日—）出生於香港，退役職業足球運動員，香港1990年代最佳的後衛之一，曾六次當選香港足球明星選舉最佳十一人，1999年更當選香港足球先生。在2005年球季結束後掛靴，在傳媒及青少年足球教練方面發展，亦在香港有線電視任足球評述員，以及於香港商業電台任客席主持。現為傑志足球學院教練，並於now寬頻電視擔任評述員。

## 球員生涯
丘建威早年在荃灣象山邨生活。曾就讀沙田蘇浙公學和廖寶珊紀念書院，中學畢業於張振興伉儷書院。他是銀禧體育中心青訓產品，其後加盟麗新青年軍，1990-91年度球季，獲提升上甲組後備，惟全季從未上陣。
1991-92年度球季，年僅18歲的丘建威首次在甲組賽事亮相，效力駒騰，並且迅速站穩球隊正選席位，有份入選香港奧運足球代表隊，有份參加1992年巴塞隆拿奧運足球外圍賽。
1992年夏天，跟隨班主吳志強，轉投重返甲組的老牌球隊傑志，開始嶄露頭角，兩度當選香港足球明星選舉最佳年青球員。
丘建威於1994年加盟南華，並踏上足球事業頂峰，先後六次入選香港足球明星選舉最佳十一人，於1999年更當選香港足球先生。他一直效力至2005年被球會通知不獲留用，之後決定結束球員生涯。

## 青訓工作
擁有亞洲足協 A級教練牌的丘建威，退役後致力青少年足球訓練，曾擔任何文田新法書院校隊教練，並與友人一同成立一間「小丘足球訓練學校」。另外，還有在大角嘴天主教小學 (海帆道)舉辨足球訓練班。
2013年10月4日，澳門14歲以下足球代表隊，被揭發在第8屆「粵港澳青少年足球交流賽」，違規派出部份超齡的16歲以下球員出賽，被褫奪冠軍資格。身為「澳門青少年足球學校」總教練的丘建威，當日在場負責調派球員，他起初指是澳門官員下令他派超齡球員上陣
，其後承認作為教練亦有疏忽。後來，澳門體育發展局獨立調查報告，指事件是澳門足球學校一位本地前教練的失誤引致，丘建威等其他教練團成員無需負責。
2015年6月起，丘建威協助太陽國際體育會發展青訓工作，並擔任青訓發展經理一職。

## 傳媒工作
丘建威在球員生涯後期，開始在香港有線電視擔任足球評述員，掛靴後全職擔任評述員，以及於香港商業電台任客席主持，並且在《蘋果日報》體育版撰寫專欄。

## 球員榮譽
- 香港足球先生 一次（1999年）
- 香港足球明星選舉最佳年青球員 兩次（1992年及1994年）
- 香港足球明星選舉最佳十一人 6次（1996年、1998年、1999年、2000年、2002年及2003年）

## 演出
- 2025年：足球女將（螢花YFFC技術總監）

## 外部連結
- 小丘足球訓練學校